# Notoclinops
Notoclinops è un genere di pesci della famiglia Tripterygiidae.

## Distribuzione e habitat
Provengono dal sud-est dell'oceano Pacifico.

## Descrizione
Presentano un corpo cilindrico, allungato, e con una colorazione abbastanza accesa. Le pinne sono piccole e trasparenti. La specie di dimensioni maggiori è N. yaldwyni che raggiunge i 5.2 cm.

## Tassonomia
In questo genere sono riconosciute soltanto 3 specie:
- Notoclinops caerulepunctus Hardy, 1989
- Notoclinops segmentatus (McCulloch & Phillipps, 1923)
- Notoclinops yaldwyni Hardy, 1987